# Рожков, Сергей Егорович
Сергей Егорович Рожков (род. 5 февраля 1943, Москва, СССР) — советский футболист, полузащитник, нападающий. Мастер спорта с 1961.

## Биография
Воспитанник ФШМ. Выступал за команды «Спартак» Москва в 1963—1965, 1967—1969 и 1974 годах, «Кайрат» Алма-Ата в 1966—1967, 1970—1973 и 1975—1976 годах и «Спартак» Рязань в 1975.
4 ноября 1964 года провёл один гостевой товарищеский матч за сборную СССР против Алжира (2:2).
Работал тренером в различных юношеских командах, в московском «Спартаке» (1984), в 1989—1990 — главный тренер тунисского клуба ЖСК Керуан. В ТРАСКО Москва был тренером (1993) и главным тренером (1994). В матчах первого тура чемпионата 1995 года возглавлял «Динамо-Газовик» Тюмень, затем работал в команде тренером, в 2002 — тренер в «Мострансгазе». Тренировал команды по мини-футболу.

## Достижения
- Чемпион СССР: 1969.
- Обладатель Кубка СССР: 1963, 1965.